# Andrew Lansley

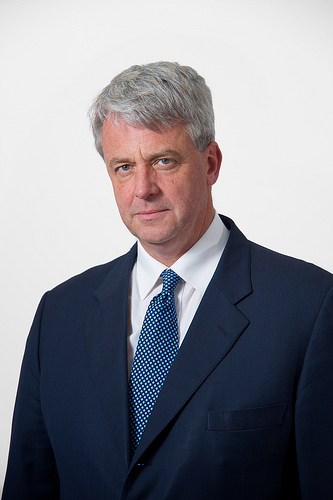
Andrew Lansley

Andrew David Lansley, Baron Lansley, född 11 december 1956 i Hornchurch, Essex,  är en brittisk konservativ politiker. Han var hälsominister i regeringen Cameron från 2010 till 2012 samt lordsigillbevarare och underhusledare från 2012 till 2014. Han representerade valkretsen South Cambridgeshire i underhuset 1997–2014. Han var skuggminister med ansvar för hälsofrågor mellan 2003 och 2010.
Lansley tilldelades icke ärftlig plats i brittiska överhuset, pärsvärdighet och titeln Baron Lansley, of Orwell in the County of Cambridgeshire den 5 oktober 2015.